# Alba de Liste
Alba de Liste és un nucli i entitat singular de població del municipi de Riells i Viabrea (Selva) situat al marge esquerre de la riera del Sot Gran i de la Tordera, al sud del barri del Bosc de la Batllòria, entre les vies del FFCC i la carretera C-35, a l'extrem sud del terme. El barri està gairebé connectat al nucli principal i pròxim a l'estació de FFCC. El 1989 el barri constava com a urbanització. Hi viuen 338 persones, 333 al nucli i 5 en disseminat (2020).